# 1 Pułk Artylerii Ciężkiej (II RP)

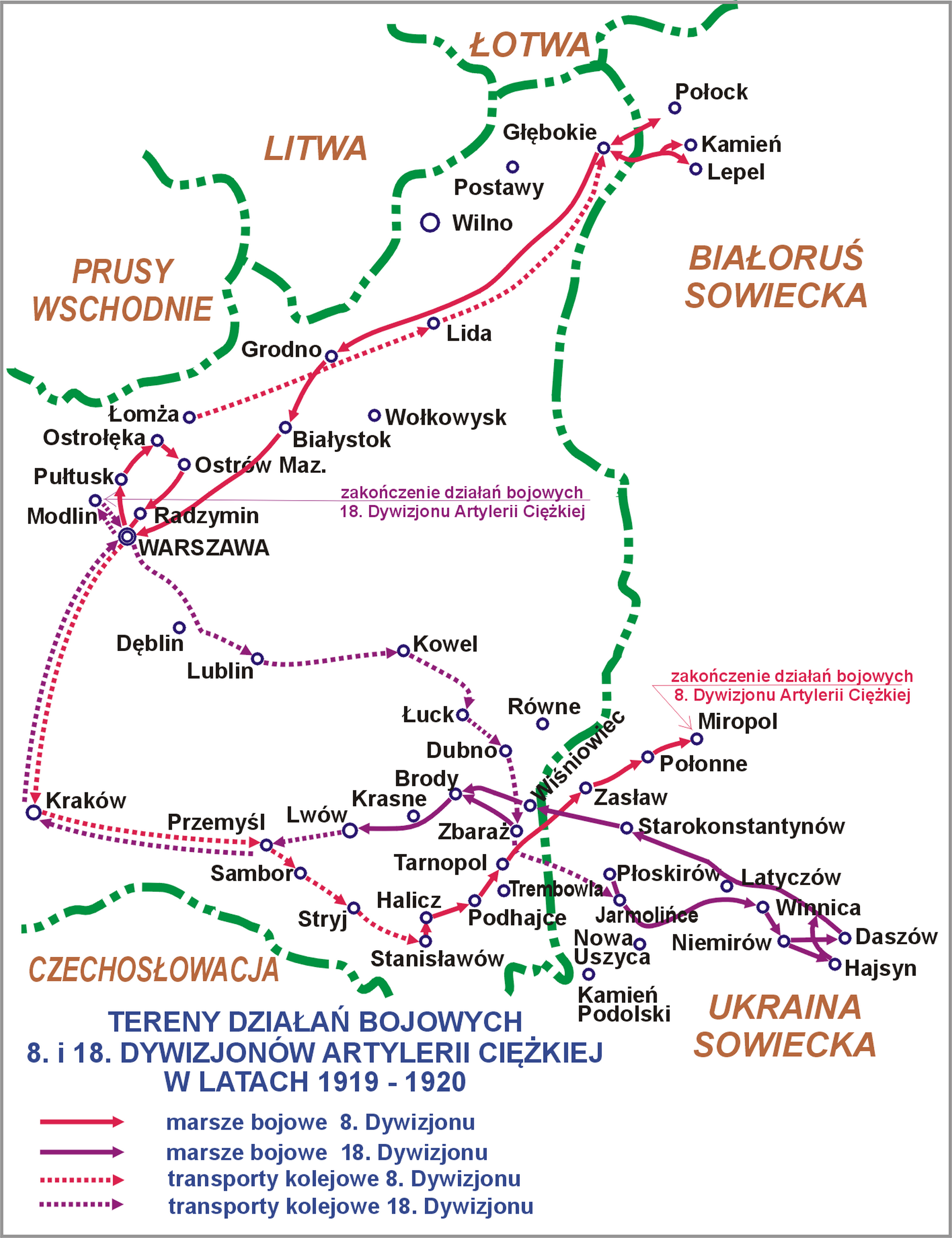
Tereny działań bojowych 8. i 18 dywizjonu artylerii ciężkiej w latach 1919–1920

1 pułk artylerii ciężkiej (1 pac) – oddział artylerii ciężkiej Wojska Polskiego w II Rzeczypospolitej.
Pułk został sformowany 7 września 1921, na bazie 8. i 18 dywizjonu artylerii ciężkiej. Do 1939 stacjonował w Twierdzy Modlin (Okręg Korpusu Nr I) i podlegał dowódcy 1 Grupy Artylerii. W kampanii wrześniowej między innymi bronił  Modlina.

## Formowanie i zmiany organizacyjne
„Wojenny” I dywizjon 8 pułku artylerii ciężkiej (przemianowany na 8 dac) swój szlak bojowy zakończył na Podolu.
W tym czasie w twierdzy Modlin odtwarzał się „wojenny” 18 pułk artylerii ciężkiej, a jego 4 bateria wcielona została do 18 pułku artylerii polowej. Reorganizacja artylerii nie przewidywała odtwozrenia 1 pac. 15 grudnia z I dyonu i resztek II dyonu utworzono samodzielny 18 dywizjon artylerii ciężkiej w Modlinie.
W 1921 gruntownie zreorganizowano polską artylerię. Powstawały między innymi nowe pułki artylerii ciężkiej. Na mocy decyzji Naczelnego Dowództwa WP z 7 września 1921 rozpoczęto formowanie „pokojowego” 1 pułku artylerii ciężkiej. W jego skład weszły: „wojenny” 8 dac oraz utworzony 15 grudnia 1920 z „wojennego” 18 pułku artylerii ciężkiej – 18 dac.

### Kawalerowie Virtuti Militari
Żołnierze dywizjonów odznaczeni Krzyżem Srebrnym Orderu Wojskowego Virtuti Militari:
kpt. Mieczysław Karaszewicz,
ognm. Zygmunt Gackowski,
Ponadto 13 oficerów i 27 szeregowych zostało odznaczonych Krzyżem Walecznych.

## 1 pac w Modlinie

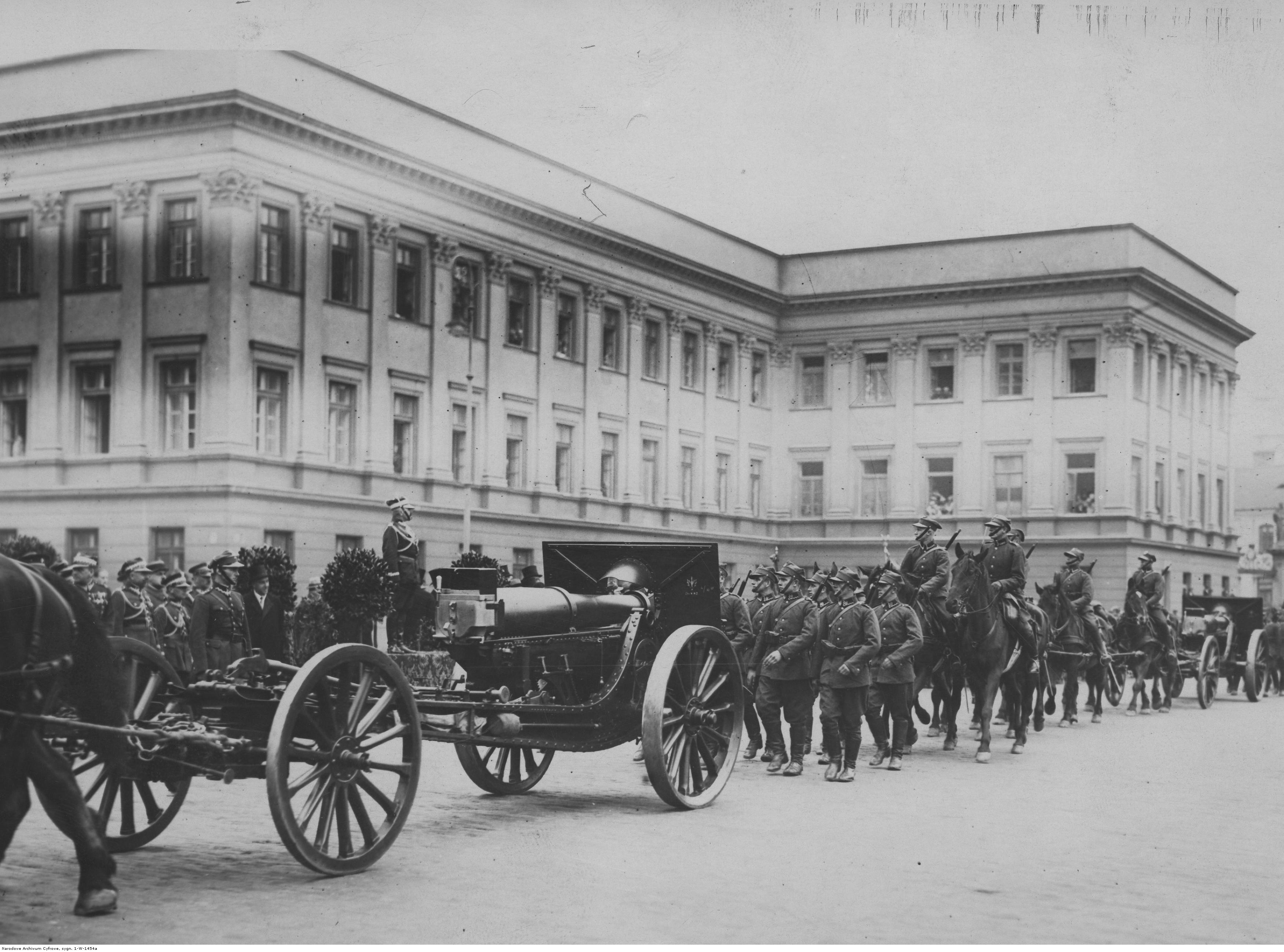
Święto artylerii konnej w Warszawie - defilada 1 pac z Modlina przed Belwederem; październik 1929

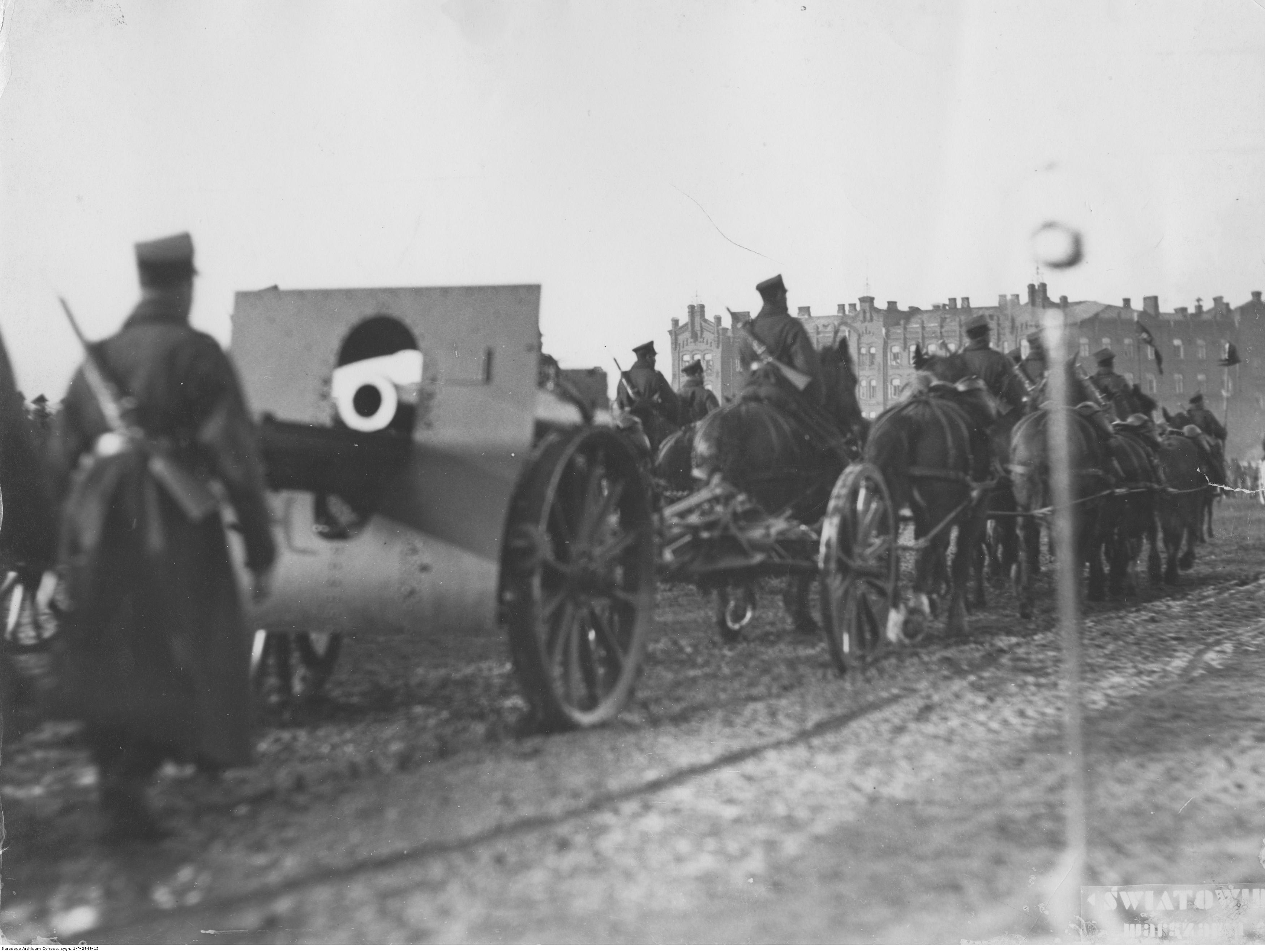
Obchody Święta Niepodległości na Polu Mokotowskim w Warszawie - bateria 1 pac podczas defilady; 11 listopada 1930

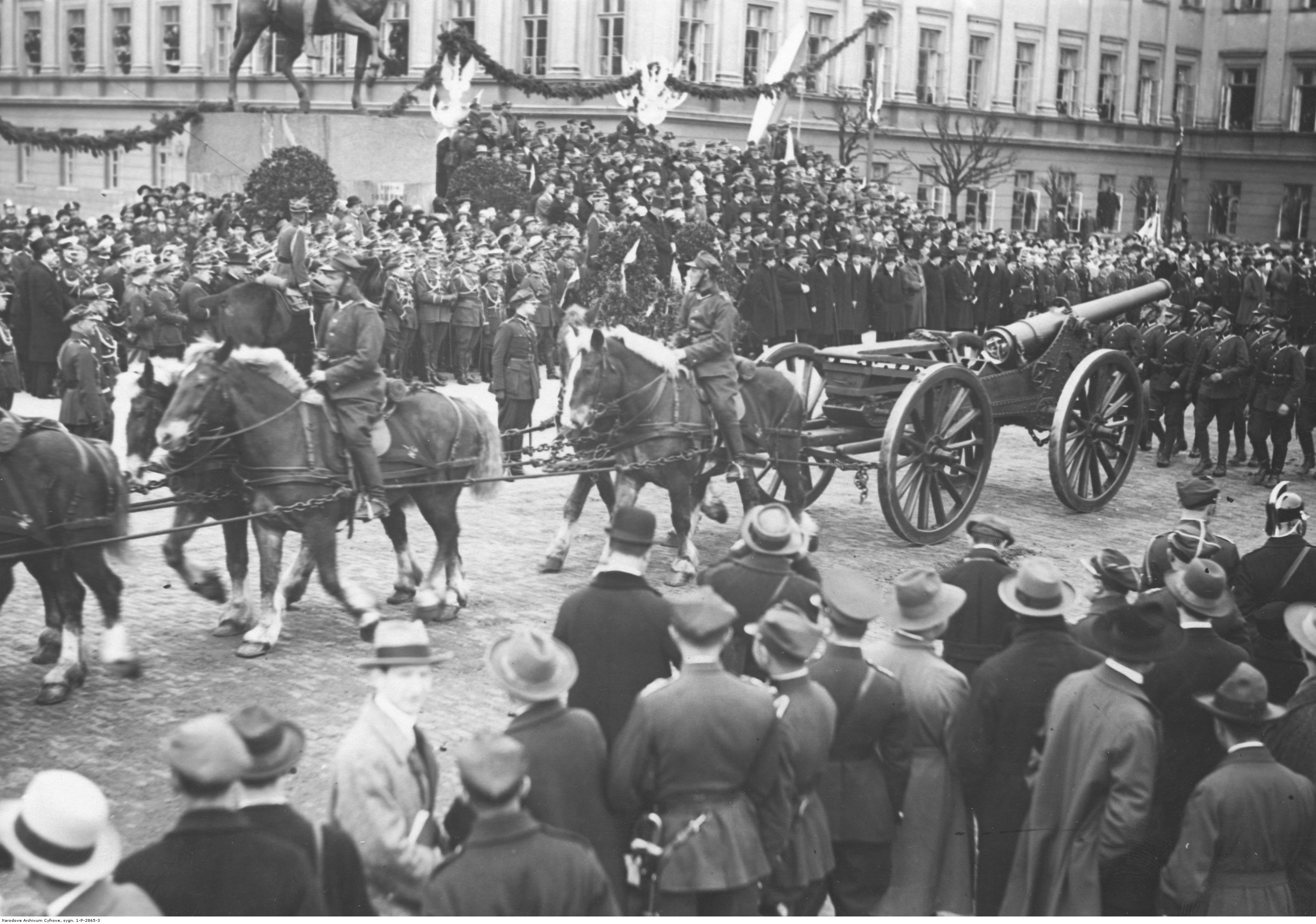
Uroczystości Święta 3 Maja - defilada na Placu Saskim w Warszawie – 120 mm armata polowa mle 1878 De Bange

W latach 1924–1925 w strukturze pułku funkcjonowała na prawach dywizjonu detaszowanego 1 kompania artylerii pieszej.
19 maja 1927 Minister Spraw Wojskowych zatwierdził dzień 7 września świętem pułkowym. Święto obchodzono w rocznicę połączenia 8 i 18 dywizjonów artylerii ciężkiej w 1921.
Pułk był podporządkowany szefowi Artylerii i Służby Uzbrojenia Okręgu Korpusu Nr I (1921–1926), szefowi 1 Okręgowego Szefostwa Artylerii (1926–1928) i dowódcy 1 Grupy Artylerii (1929–1939).
Do 1934 oddział składał się z trzech dywizjonów po dwie baterie. Na wyposażeniu 1., 4. i 7 baterii znajdowały się armaty kal. 105 mm, a w bateriach 2., 5. i 8. haubice kal. 155 mm.
Rozkazem Departamentu Artylerii z 20 listopada 1934 doszło do częściowej reorganizacji pułku. Jednocześnie na uzbrojenie pułku trafiły 120 mm armaty wz. 78/09/31, będące do tej pory na wyposażeniu 1 pułku artylerii najcięższej z Góry Kalwarii.

### Kultura i oświata w pułku
Życie kulturalne pułku w znacznej mierze skoncentrowało się w Domu Żołnierza w Modlinie. Organizowano tu występy teatralne, gry, zabawy, 2-3 razy tygodniowo wyświetlano filmy. Dla absolwentów szkoły podoficerskiej organizowano co roku wycieczkę oświatowo-turystyczną do Warszawy. Kadra organizowała też popularne majówki. Cena takiej imprezy wraz z żywnością wynosiła średnio 3 zł od osoby, przy czym transport dostarczał nieodpłatnie pułk. Pułk starał się utrzymywać kontakt z oficerami rezerwy zapraszając ich na tradycyjne święto artylerii w dniu świętej Barbary.

### Pułk w okresie przewrotu majowego
13 maja 1926 dowódca OK I gen. bryg. Jan Wróblewski swoim telegramem poinformował dowódcę pułku o przejęciu władzy przez marszałka Józefa Piłsudskiego. Polecał on jednocześnie przysłanie do dyspozycji stacjonującego W Warszawie 36 pułku piechoty Legii Akademickiej jednej baterii. Dowodzący w owym czasie ppłk szt. gen. Karol Matkowski wyznaczył do tego celu 2 baterię kpt. Wojciecha Pluty. Baterię zaprowiantowano na 2 dni, pobrano z magazynów amunicję w ilości 30 granatów stalowo-surówkowych, po 100 naboi do kb i po 2000 na ckm. Brakujący sprzęt uzupełniono z innych pododdziałów. Po przybyciu do Warszawy bateria zakwaterowana została w koszarach 36 pp. W starciach nie uczestniczyła, ale do garnizonu powróciła dopiero 18 maja.

### Zmiany etatowe w pułku
W 1923 w skład pułku wchodziły: dowództwo, trzy dywizjony artylerii ciężkiej, kadra oddziału łączności i kadra baterii zapasowej. Na wyposażeniu 1., 4. i 7. baterii znajdowały się armaty kal. 105 mm, a w bateriach 2., 5. i 8. były haubice kal. 155 mm. Rozkazem Departamentu Artylerii z 20 lutego 1934 L. 158/tjn. Og. Org. doszło do reorganizacji pułku i częściowego przezbrojenia 1 pac w 120 mm armaty wz. 78/09/31, będące do tej pory na wyposażeniu 1 pułku artylerii najcięższej. W nowej strukturze pułk składał się z dowództwa, kwatermistrzostwa, plutonów: gospodarczego i łączności, I dywizjonu w składzie trzech baterii po 4 haubice kal. 155 mm, II dyonu w składzie dwóch baterii po 4 armaty kal. 120 mm, III dyonu w składzie dwóch baterii po 4 armaty kal. 105 mm. W związku z tym 5 baterię II dyonu przesunięto do I dyonu i przemianowano na 3 baterię. II/l1 pac uzupełniono przez sformowanie nowej 5 baterii.
W 1937 puk wydzielił ze swojego składu 3-działową baterię haubic kal. 155 mm dla nowo formowanego w Warszawie 28 dywizjonu artylerii ciężkiej. Wydzielił też kadrę do tworzonego w Zambrowie 18 dywizjonu artylerii ciężkiej. Ostatnie zmiany nastąpiły w 1939. Wtedy to przemianowano pluton łączności na baterię łączności, a plutonu gospodarczy na baterię remontów w składzie plutonu gospodarczego i plutonu ujeżdżania koni.
Organizacja pokojowa pułku
- Dowództwo
- I dywizjon (3 baterie po 4 haubice kal. 155 mm)
- II dywizjon (2 baterie po 4 armaty kal. 120 mm)
- III dywizjon (2 baterie po 4 armaty kal. 105 mm)
- kwatermistrzostwo
- pluton gospodarczy (w 1939 – bateria remontów)
- pluton łączności (w 1939 – bateria łączności)

| Obsada personalna i struktura organizacyjna w marcu 1939 | Obsada personalna i struktura organizacyjna w marcu 1939 |
| Stanowisko                                               | Stopień, imię i nazwisko                                 |
| -------------------------------------------------------- | -------------------------------------------------------- |
| dowódca pułku                                            | płk dypl. Marian Kazimierz Korewo                        |
| I zastępca dowódcy                                       | ppłk dypl. Zygmunt Andrzejowski                          |
| adiutant                                                 | kpt. Bronisław Niezgodziński                             |
| naczelny lekarz medycyny                                 | kpt. dr Edward Kawicki                                   |
| lekarz weterynarii                                       | mjr dr Stefan Włodzimierz Kejdana                        |
| oficer zwiadowczy                                        | por. Leopold Galocz                                      |
| II zastępca dowódcy (kwatermistrz)                       | mjr Michał Kubicki                                       |
| oficer mobilizacyjny                                     | kpt. Franciszek Mostek                                   |
| zastępca oficera mobilizacyjnego                         | por. Stanisław Kazimierz Dawidczyński                    |
| oficer administracyjno-materiałowy                       | kpt. Józef Sobczak                                       |
| oficer gospodarczy                                       | kpt. int. Konstanty Pietrzak                             |
| oficer żywnościowy                                       | chor. Franciszek Stróżewski                              |
| dowódca plutonu łączności                                | kpt. Jerzy Piotr Rybarski                                |
| oficer plutonu                                           | ppor. Edward Nowakowski                                  |
| dowódca szkoły podoficerskiej                            | kpt. Zbigniew Bolesław Emil Mokrzycki                    |
| zastępca dowódcy                                         | por. Jerzy Filutowski                                    |
| dowódca plutonu                                          | por. Eugeniusz Małecki                                   |
| dowódca plutonu                                          | ppor. Franciszek Stefan Ruszkowski                       |
| dowódca I dywizjonu                                      | ppłk dypl. Marian Ogórkiewicz                            |
| dowódca 1 baterii                                        | kpt. Marian Fijałkowski                                  |
| dowódca plutonu                                          | ppor. Bronisław Stanisław Mraczek                        |
| dowódca 2 baterii                                        | por. Sergiusz Orłów                                      |
| dowódca plutonu                                          | ppor. Mieczysław Józef Stefan Franz                      |
| dowódca 3 baterii                                        | por. Józef Kurtyka                                       |
| dowódca II dywizjonu                                     | mjr Konrad Kazimierz Rowiński                            |
| dowódca 4 baterii                                        | kpt. Jan Zdzisław Hennig                                 |
| dowódca plutonu                                          | ppor. Józef Tadeusz Dryla                                |
| dowódca 5 baterii                                        | por. Józef Plewiński                                     |
| dowódca plutonu                                          | ppor. Stanisław Małkowski                                |
| dowódca III dywizjonu                                    | mjr Władysław Niewodniczański                            |
| dowódca 7 baterii                                        | kpt. Stanisław VI Kozłowski                              |
| dowódca pluton                                           | por. Stanisław Brunon Tomaszewski                        |
| dowódca 8 baterii                                        | kpt. Bolesław Gołębiowski                                |
| dowódca plutonu                                          | ppor. Ryszard Mieczysław Podciechowski                   |
| na kursie                                                | kpt. Józef Hłasko                                        |

## 1 pac w kampanii wrześniowej

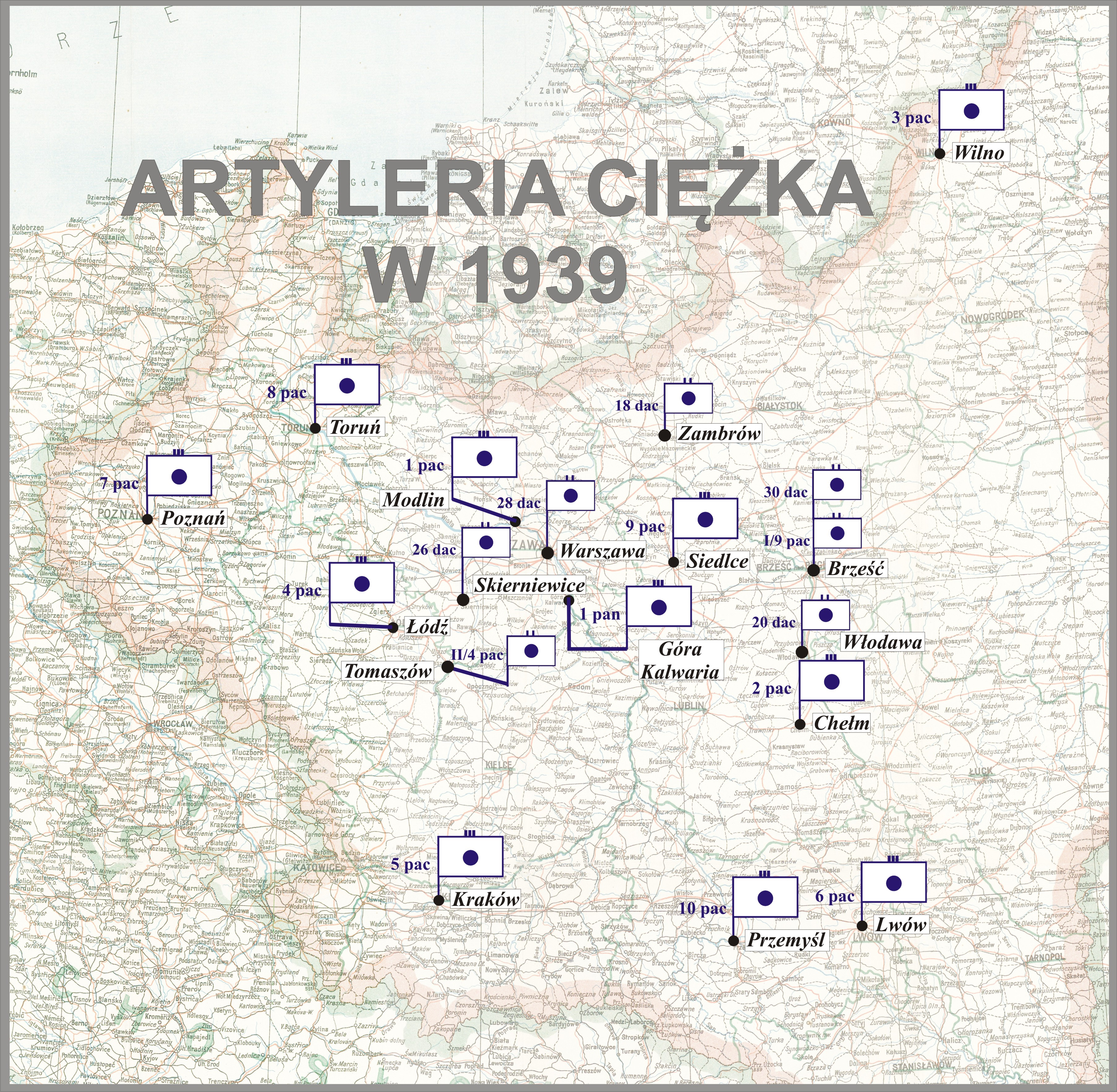
Artyleria ciężka w 1939 przed wybuchem II wojny światowej

### Mobilizacja
Pułk był jednostką mobilizującą. Zgodnie z planem mobilizacyjnym „W” sformował: w sierpniu 1939, w mobilizacji alarmowej, w grupie jednostek oznaczonych kolorem niebieskim:
- dywizjon artylerii ciężkiej typ II nr 8 dla 8 DP
- pluton taborów nr 8 dla 8 DP

od 31 sierpnia 1939, w I rzucie mobilizacji powszechnej:
- Dowództwo 1 pułku artylerii ciężkiej
- I dywizjon 1 pac typ I
- II dywizjon 1 pac typ I
- dywizjon artylerii ciężkiej typ I nr 46 dla Odwodu Naczelnego Wodza

w II rzucie mobilizacji powszechnej:
- Dowództwo 11 pułku artylerii ciężkiej[b]
- dywizjon artylerii ciężkiej typ I nr 47 dla Odwodu Naczelnego Wodza
- polowy szpital weterynaryjny nr 12
- pluton marszowy artylerii ciężkiej typ I nr 1[15].

Od 31 sierpnia 1939 dywizjony 1 pac mobilizowały się we wsi Wymysły (I dywizjon) i we wsi Kosewo (II dywizjon). Mobilizacja przebiegła bez zakłóceń. I/1 pac otrzymał 12 nowych armat kal. 105 mm wz. 29, zaś II/1 pac 12 haubic kal. 155 mm wz. 17. Braki wystąpiły w słabej jakości wozów, zabrakło kbk dla części taborytów, dywizjony otrzymały tylko po jednej radiostacji N2. W nocy z 3/4 września pułk zakończył przechodzenie na stopę wojenną.

### Działania bojowe pułku
Po zmobilizowaniu 1 pac został podporządkowany dowódcy artylerii płk. Michałowi Gałązce w  Armii „Modlin” gen. Emila Krukowicza-Przedrzymirskiego.
4 września pułk wzmocnił przedmoście modlińskie. Poszczególne baterie zajęły stanowiska ogniowe na lewym brzegu Wisły, na południowy wschód od Zakroczymia. Zadaniem pułku było zamknięcie ogniem kierunku północnego w pasie od Zakroczymia do Pomiechówka. 5 września pułk podporządkowany został dowódcy obrony Modlina, płk. Wacławowi Młodzianowskiemu. Do 8 września pułk nie uczestniczył w walkach, a przygotowywał stanowiska ogniowe i punkty obserwacyjne. 1 pac miał wspierać obronę przedmościa Modlina i zamknąć ogniem zagrożone kierunki. W tych dniach stwierdzono działanie silnej dywersji niemieckiej. Dywersanci niszczyli łączność przewodową pomiędzy stanowiskami ogniowymi a punktami obserwacyjnymi. Zorganizowano więc stałe patrole. W jedną z zasadzek zorganizowanych przez patrol wpadło troje dywersantów. Zostali oni rozstrzelani. Dowódcy 1 pac podporządkowano 8 dac. Z zasobów pułku na rozkaz dowódcy AD 5. DP ppłk. Ciałowicza złożono dwie z 6 j.o. na stanowiskach zapasowych na południowym brzegu Narwi przy moście kolejowym. Amunicję tę przejął 8 dac.
Nocą 8/9 września 1 pac zwinął swoje stanowiska i pomaszerował przez Nowy Dwór, Okunin, Janówek do Wieliszewa. 9 września dowództwo pułku przygotowywało się do wsparcia obrony zgrupowania gen. bryg. Juliusza Zulaufa. Dywizjon II/1 pac przydzielono do wsparcia obrony rejonu Marek, gdzie zajął stanowiska ogniowe 9/10 września. Tej samej nocy 1 pac bez II dywizjonu pomaszerował przez Nieporęt, Strugę, Drewnicę i Zielonkę do Rembertowa na poligon, gdzie wypoczywano. Dowódca pułku otrzymał w Warszawie rozkaz od dowódcy artylerii Armii "Warszawa" odesłania całej amunicji do Warszawy. Rozkaz ten mimo protestów ppłk. Edwarda Bagieńskiego został wykonany, amunicja została przewieziona do koszar PP w Golędzinowie. W I dywizjonie pozostało na rozkaz dowódcy pułku tylko po 25 naboi na baterię. O świcie 11 września do miejsca stacjonowania pułku dołączył zupełnie bez amunicji II dywizjon. 11 września 1 pac podjął marsz na odcinek Falenica-Świder, jednocześnie podporządkowano go Grupie Operacyjnej Kawalerii gen. bryg. Władysława Andersa. Z uwagi na to, że GOKaw. miała uderzyć w kierunku Mińska Mazowieckiego, 1 pac otrzymał rozkaz udania się w kierunku Garwolina. 12 września zajął las koło wsi Sępochowo i w tym miejscu został zaatakowany przez lotnictwo niemieckie; poniósł ciężkie straty osobowe w zabitych i rannych, stracono wiele koni, co zdekompletowało zaprzęgi. Na rozkaz gen. Andersa ppłk Bagieński skierował do wsparcia natarcia kawalerii 1 pluton z 1 baterii pod dowództwem kpt. Jerzego Rybarskiego, któremu przekazano większość posiadanej amunicji. Pluton ten ze stanowisk ogniowych w Siennicy 13 września wspierał kawalerię, aż do wyczerpania amunicji. Nocą 12/13 września pomaszerował w pobliże Garwolina do rejonu wsi Miętne i Zawady.
GOKaw. gen. Andersa pomaszerowała forsownym marszem na południe; 1 pac podjął marsz samodzielnie. W nocy 13/14 września maszerujący na południe pułk minął Garwolin i na wieść o marszu wojsk niemieckich w kierunku Garwolina zmieniono marszrutę i przez Rudę Talubską skierowano się w pobliże Łaskarzewa. Dołączył do 1 pac 1 pluton 1 baterii. 14 września patrole pułku nawiązały kontakt z pozostałościami 13. DP, której pododdziały stały na zachód od Łaskarzewa. Zgodnie z rozkazem dowódcy 13 DP płk. Kalińskiego 1 pac dotarł do Wilgi nocą 15/16 września. Z uwagi na przecięcie szosy do Warszawy przez niemieckie oddziały pancerno-motorowe, 1 pac pomaszerował na Sobienie Kiełczyńskie; po dojściu do Sobienie Jeziory ustalono, że dalsza droga jest zamknięta przez niemiecki oddział pancerny. W tej sytuacji pułk pomaszerował do Osiecka. 17 września rano 1 pac zatrzymał się w lesie Kozia Wola na południe od Osiecka. Zrobiono zawały leśne z drzew i wystawiono dwa działony 105 mm jako ppanc. wyposażone w resztę amunicji. 18 września około południa rejon pułku zaatakował niemiecki oddział zmotoryzowany. Oficer zwiadowczy pułku por. Jerzy Filutowski poprowadził kontratak żołnierzy pułku; w jego wyniku poległo kilkunastu żołnierzy niemieckich, zdobyto 2 samochody terenowe i 2 armatki ppanc. Straty własne kilku rannych. Z uwagi na zupełny brak amunicji i niemożliwość dalszego marszu bezbronnej kolumny z działami, ppłk Bagieński wydał rozkaz o zniszczeniu dział.
Dalszy marsz podjęto 18 września wieczorem. Podczas przekraczania drogi Wilga-Garwolin i rzeki Wilga doszło do rozdzielenia dywizjonów. Dowództwo 1 pac i I dywizjon dotarły do lasu obok majątku Huta Garwolińska; tu został zaatakowany przez patrole niemieckie, które w walce odparto ze stratą kilku rannych. Wobec okrążenia przez niemieckie oddziały postoju dowództwa 1 pac i I dywizjonu oraz wyczerpania amunicji strzeleckiej, w godzinach popołudniowych 19 września, złożono broń.
II dywizjon dotarł do wsi Żabiniec i natknął się na nocujący we wsi niemiecki oddział pancerno-motorowy; w walce poległ dowódca kolumny amunicyjnej por. Rudolf Parisenberg i kilku kanonierów. Następnie dywizjon maszerował przez Podzamcze, Sobolewo, Falentyn i Budziska, osiągnął 21 września lasy obok Woli Gułowskiej i samą wieś. O godz. 9.30 na Wolę Gułowską od strony Adamowa uderzył niemiecki batalion zmotoryzowany. Zacięta walka II dywizjonu, aż do wyczerpania amunicji strzeleckiej, przyniosła duże straty; poległo 3 oficerów i 8 kanonierów, w tym kpt. Jan Henning, kpt. J. Sobczak; ciężko ranny został dowódca II dywizjonu kpt. Zbigniew Mokrzycki (zmarł 6 dni później), rannych zostało 30 żołnierzy, ponad 140 dostało się do niewoli, w tym 3 oficerów. Batalion niemiecki utracił 8 poległych i 32 rannych.
| Struktura organizacyjna i obsada personalna we wrześniu 1939 | Struktura organizacyjna i obsada personalna we wrześniu 1939 |
| Dowództwo                                                    | Dowództwo                                                    |
| ------------------------------------------------------------ | ------------------------------------------------------------ |
| dowódca pułku                                                | ppłk dypl. art. Edward Bagieński                             |
| adiutant                                                     | por. art. Wiktor Markowski                                   |
| oficer zwiadowczy                                            | por. art. Jerzy Filutowski                                   |
| I dywizjon                                                   |                                                              |
| dowódca I dywizjonu                                          | mjr dypl. art. Jan II Stenzel                                |
| adiutant                                                     | por. art. rez. Zygmunt Kukiełło                              |
| oficer zwiadowczy                                            | ppor. art. Jan Badowski                                      |
| oficer obserwacyjny                                          | ppor. art. rez. Wojciech Bartnik                             |
| oficer łączności                                             | por. art. rez. Bogusław Kamiński                             |
| dowódca 1 baterii                                            | kpt. art. Jerzy Piotr Rybarski                               |
| dowódca plutonu                                              | ppor. art. rez. Jan Badowski                                 |
| dowódca 2 baterii                                            | por. art. rez. Jan Hilkner                                   |
| dowódca 3 baterii                                            | por. art. Stanisław Tomaszewski                              |
| dowódca kolumny amunicyjnej                                  | ppor. rez. Zygmunt Krynicki                                  |
| II dywizjon                                                  |                                                              |
| dowódca II dywizjonu                                         | kpt. art. Zbigniew l Mokrzycki (†27 IX)                      |
| adiutant                                                     | por. art. rez. Florian Sierantowicz                          |
| dowódca 4 baterii                                            | kpt. art. Jan Zdzisław Henning (†21 IX )                     |
| dowódca 5 baterii                                            | por. art. rez. Leon Laskowski                                |
| dowódca 6 baterii                                            | por. art. Józef Plewiński                                    |
| dowódca kolumny amunicyjnej                                  | por. Rudolf Parisenberg (do19 IX)                            |
| ppor. art. rez. Wojciech Liszka                              |                                                              |

## Symbole pułkowe

### Sztandar

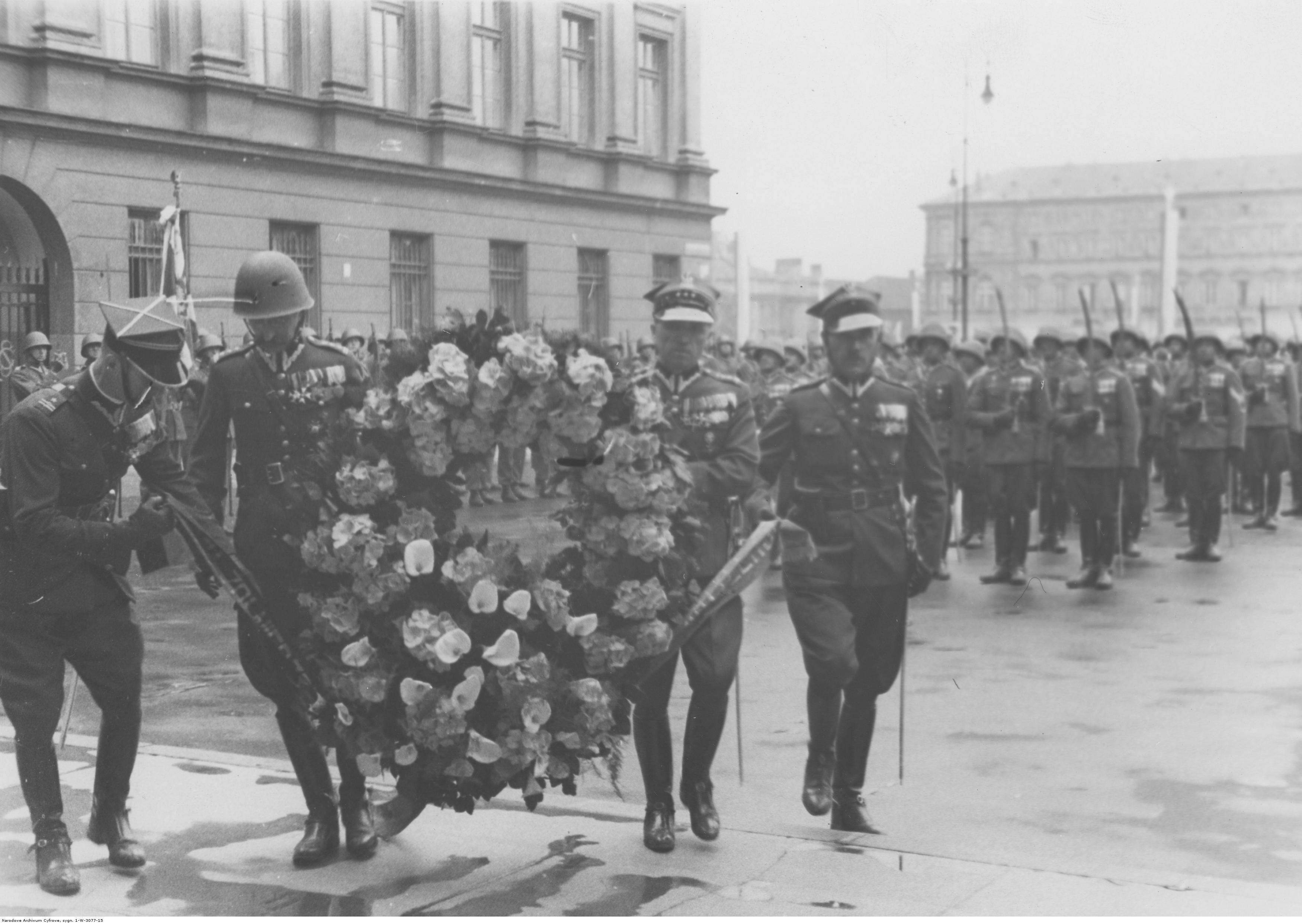
Uroczystość wręczenia sztandarów artylerii i broni pancernej 26 maja 1938 w Warszawie. Delegacja jednostek artylerii OK Warszawa i Łódź składa wieniec na Grobie Nieznanego Żołnierza.

17 lutego 1938 zatwierdzony został wzór sztandaru 1 pac. Sztandar ufundowało społeczeństwo ziemi płońskiej. Jego nadanie odbyło się w Warszawie 26 maja 1938.
Płat sztandaru miał wymiary 64x64 cm. Prawa strona sztandaru była wykonana według wzoru regulaminowego. W centrum znajdowało się godło państwowe – orzeł w koronie w wieńcu z liści laurowych, w czterech rogach numer pułku w takich samych wieńcach.

Na lewej stronie płatu sztandarowego, pośrodku krzyża kawaleryjskiego znajdował się wieniec taki sam jak po stronie prawej, a w wieńcu trzywierszowy napis „HONOR I OJCZYZNA”. W rogach sztandaru, w mniejszych wieńcach umieszczone były na tarczach:
- w prawym górnym rogu – wizerunek Matki Boskiej Częstochowskiej
- w lewym górnym rogu – wizerunek św. Barbary
- w prawym dolnym rogu – herb miasta Płońsk
- w lewym dolnym rogu – odznaka pamiątkowa 1 pac

Na ramionach amarantowego krzyża kawalerskiego były napisy:
- na górnym – Wasinki 2 VI1920 i Obgów 9 VII 1920
- na dolnym – Modlin 7 IX 1921
- na lewym – Zorzanka 3 X 1919 i Połock 5 XI 1919
- na prawym – Warszawa-Modlin 13-17 VIII 1920 i Brody 25-26 VII1920

### Odznaka pamiątkowa
Regulamin i wzór odznaki pamiątkowej 1 pac zatwierdzony został Dz. Rozk. MWojsk. Nr 35 z 14 grudnia 1928 poz. 379. Odznaka o wymiarach 40x36 mm ma kształt stylizowanej tarczy w formie sześciokąta, z zarysowanymi od środka promieniami, na której wpisano cyfry „8” i „18”. Na tarczy znajdują się dwie skrzyżowane lufy stanowiące tło dla emaliowanej w kolorze ciemnozielonym z obwódką szkarłatną tarczki, na której wpisano numer i inicjały „1 PAC”. Nad tarczą orzeł wz. 1927. Dwuczęściowa - oficerska, wykonana w srebrze, oksydowana, na rewersie numerowana. Wykonawcą odznaki był Wiktor Gontarczyk z Warszawy.

### Trąbka
W 10 rocznicę odzyskania przez Polskę niepodległości 1 pułk artylerii ciężkiej otrzymał na znak braterstwa broni, z rąk przedstawiciela wojskowego króla Włoch, srebrną trąbkę z płomieniami i napisem „L’esercito Italiano al 1-o Regimento artiglieria Pesante campale Polacco 1918-1928” (Wojsko włoskie polskiemu 1 pułkowi artylerii ciężkiej 1918-1928).

## Żołnierze pułku

### Dowódcy i zastępcy dowódcy pułku
| Stopień, imię i nazwisko                   | Okres pełnienia służby  | Kolejne stanowisko                             |
| Dowódcy pułku                              | Dowódcy pułku           | Dowódcy pułku                                  |
| ------------------------------------------ | ----------------------- | ---------------------------------------------- |
| płk Bronisław Kuczewski                    | od 7 IX 1921            |                                                |
| ppłk dypl. art. dr Stanisław Künstler      | 22 III 1929 – VI 1931   | I oficer sztabu inspektora armii we Lwowie     |
| ppłk art. Bolesław Dziubiński              | od 21 VI 1931 – VI 1932 | dowódca 3 pac                                  |
| ppłk art. Adam Faustyn Biskupski           | 16 VI 1932 – XI 1934    | stan spoczynku z dniem 31 XII 1934             |
| ppłk dypl. art. Marian Korewo              | 17 XI 1934 – VI 1939    | I oficer sztabu Insp. OP Państwa               |
| ppłk dypl. art. Edward Bagieński           | VIII – IX 1939)         |                                                |
| Zastępcy dowódcy pułku                     |                         |                                                |
| ppłk art. Jakub Mikołaj Łobanowski         | od 1 IV 1924            |                                                |
| ppłk SG art.) Karol Matkowski              | do 31 X 1927            | praktyka poborowa w PKU Modlin                 |
| ppłk dypl. art. dr Stanisław Künstler      | 31 X 1927 – 22 III 1929 | dowódca 1 pac                                  |
| mjr / ppłk art. Bolesław Dziubiński        | 27 IV 1929 – VI 1931    | dowódca 1 pac                                  |
| ppłk dypl. art. Stanisław Rola-Arciszewski | 23 X 1931 - XI 1935     | dowódca 1 pam                                  |
| ppłk dypl. art. Zygmunt Andrzejowski       | do VIII 1939            | szef Oddziału I Sztabu Korpusu Interwencyjnego |
| mjr art. Wojciech Pluta (II z-ca)          | 22 XII 1934 – 1938      | zastępca dowódcy 21 pal                        |
| mjr art. Michał Kubicki (II z-ca)          | do VIII 1939            | dowódca 47 dac                                 |

### Żołnierze 1 pułku artylerii ciężkiej - ofiary zbrodni katyńskiej
Biogramy ofiar zbrodni katyńskiej znajdują się między innymi w bazach udostępnionych przez Ministerstwo Kultury i Dziedzictwa Narodowego oraz Muzeum Katyńskie.
| Stopień, imię i nazwisko         | Zawód              | Miejsce pracy przed mobilizacją         | Zamordowany |
| -------------------------------- | ------------------ | --------------------------------------- | ----------- |
| ppor. rez. Romuald Kałuba        | inżynier architekt |                                         | Katyń       |
| kpt. dr med. Edward Kawa-Kawicki | żołnierz zawodowy  |                                         | Charków     |
| ppor. rez. Stanisław Kuliński    | księgowy           | spółka „Wspólnota Interesów”            | Charków     |
| mjr w st. sp. Tomasz Kuśmierek   |                    |                                         | Katyń       |
| ppor. rez. Henryk Niwińsk        | lekarz weterynarii | Rzeźnia Miejska w Radomiu               | Charków     |
| ppor. rez. Maksymilian Polański  | lekarz weterynarii |                                         | Charków     |
| ppor. rez. Aleksander Wieniewicz | chemik             | właściciel przedsiębiorstwa w Warszawie | Charków     |